# Carl August von Groote
Carl August von Groote (* 1. Juli 1831 in Köln; † 17. Februar 1897 in Godesberg) war ein Verwaltungsbeamter und langjähriger Bürgermeister der Gemeinde Godesberg. 

## Leben
Carl August von Groote stammte aus dem Geschlecht der Groote und war ein Enkel von Everhard von Groote. Er wurde 1857 zum Bürgermeister von Godesberg berufen und folgte damit Melchior Julius von Buggenhagen, der hier von 1841 bis 1851 als Bürgermeister gewirkt hatte. Seit 1816 war Godesberg Sitz einer Bürgermeisterei im Landkreis Bonn, der zum Regierungsbezirk Köln gehörte. Die Verwaltungseinheit bestand aus sieben Gemeinden. Neben Godesberg (etwa das heutige Alt-Godesberg) waren das Friesdorf, Lannesdorf, Mehlem, Muffendorf, Plittersdorf und Rüngsdorf.

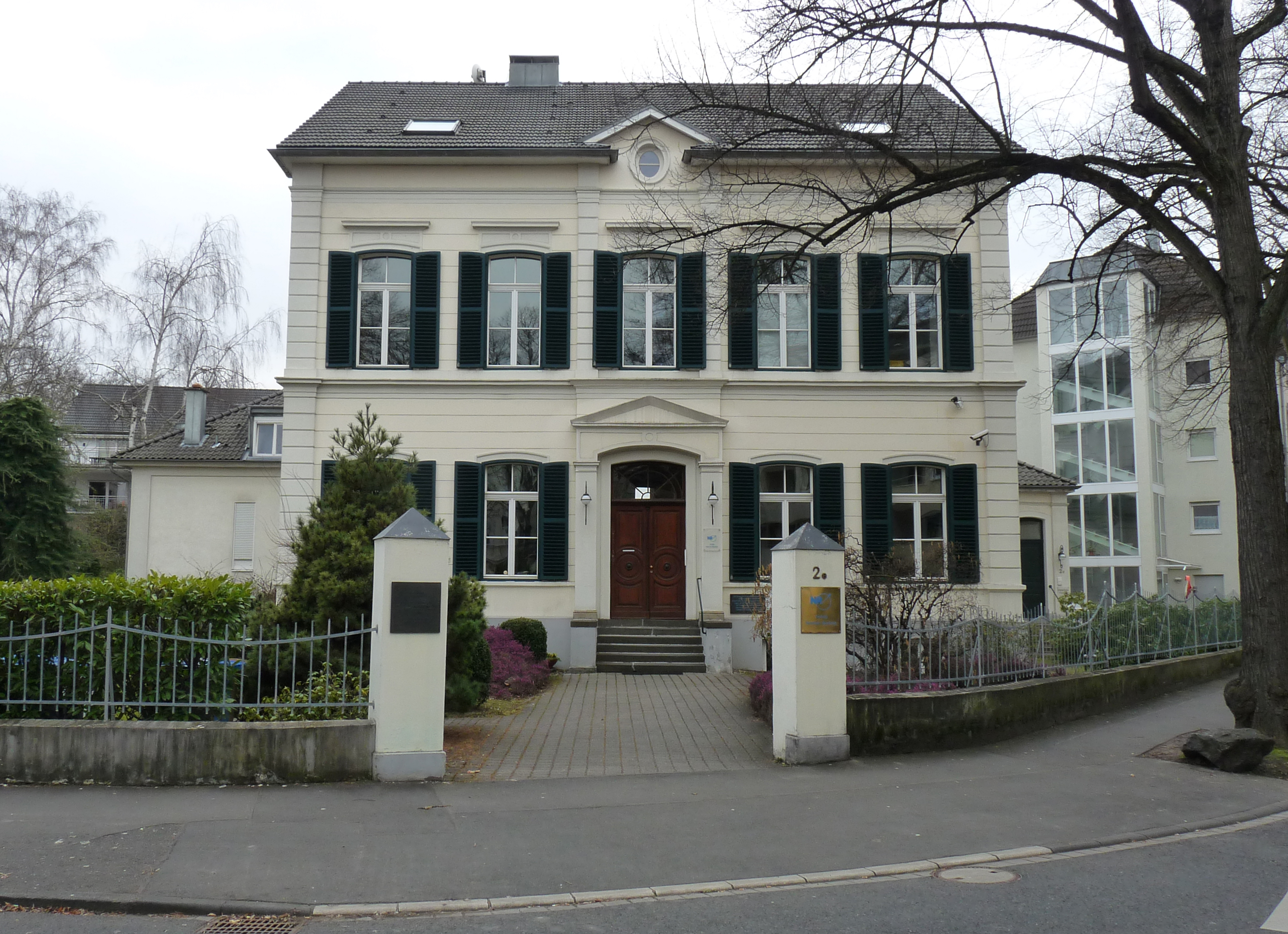
Die von Groote errichtete Villa in Godesberg, März 2013

Groote ließ 1862 eine Villa (auch als Palais von Groote bezeichnet) an der heutigen Rüngsdorfer Straße errichten, in der er mit seiner Familie lebte. Ab 1863 befand sich in einem kleinen, von Groote finanzierten Anbau das „Bürgermeister-Bureau“ der Gemeinde Godesberg, in dem bis zu seiner Pensionierung sieben Angestellte der Gemeinde arbeiteten. 
Gemeinsam mit dem Gemeinderat versuchte Groote, Godesberg als Kur- und Badeort zu etablieren. Im August 1864 kaufte die Gemeinde unter ihm den Godesberger Draitschbrunnen vom Preußischen Staatsministerium, das den Unterhalt nicht länger finanzieren wollte. Der Bürgermeister legte Wert auf die Qualität des Brunnenwassers und ließ daher regelmäßig das Wasser analysieren. Mangels ausreichender Mittel der Gemeinde gelang es Groote, Förderer für eine Verschönerung des Ortes zu finden und sie an den 1869 gegründeten Verschönerungsverein zu binden.
Groote soll seine Amtsgeschäfte in Godesberg milde und freundlich geführt haben. Die Kassen- und Aktenführung habe er jedoch nachlässig gehandhabt und sich so häufig  Ordnungsstrafen zugezogen. 1888 wurde er in den Ruhestand versetzt. Sein Nachfolger als Bürgermeister wurde Anton Dengler. Groote wurde 1897 auf dem Burgfriedhof in Godesberg beigesetzt. Im Jahr 1859 hatte Groote in Peppenhoven Paula Freiin von Böselager (1838–1904) geheiratet; ein Sohn war Eberhard Ritter und Edler von Groote, auf Kähmen und Murzig (* 1862).
1920 wurde der frühere Bürgermeister mit der Benennung des zwischen Rüngsdorfer Straße und Karl-Finkelnburg-Straße im Ortsteil Rüngsdorf gelegenen Von-Groote-Platz gewürdigt. Eine von dem Verleger Norman Rentrop initiierte und dem  Bonner Künstler Friedemann Sander geschaffene Gedenktafel wurde am Eingang zu Grootes Villa im November 2000 enthüllt.